# TeamCity
TeamCity — серверное программное обеспечение от компании JetBrains, написанное на языке Java, билд-сервер для обеспечения непрерывной интеграции. Первый релиз состоялся 2 октября 2006 года.

## Возможности
- Предварительное тестирование кода перед коммитом. Предотвращает возможность коммита программного кода, содержащего ошибки, нарушающего нормальную сборку проекта, путём удалённой сборки изменений перед коммитом.
- Грид-сборка проекта. Предоставляет возможность производить несколько сборок проекта одновременно, производя тестирование на разных платформах и в различном программном окружении.
- Интеграция с системами оценки покрытия кода, инспекции кода и поиска дублирования кода.
- Интеграция с различными средами разработки: Eclipse, IntelliJ IDEA, Visual Studio.
- Поддержка различных платформ: Java, PHP, .NET и Ruby.

## Поддерживаемые системы управления версиями
TeamCity поддерживает следующие системы управления версиями:
- Subversion
- Perforce
- CVS
- Borland StarTeam
- IBM Rational ClearCase (а также UCM)
- Team Foundation Server (2005, 2008, 2010, 2013)
- Microsoft Visual SourceSafe
- Git
- Mercurial
- SourceGear Vault[3]

## Лицензия
Возможны следующие варианты лицензирования:
- Professional Server License: Бесплатная версия. Имеется ограничение в 100 конфигураций сборки build configurations; Включает в себя лицензию на 3 агента для сборки.
- Enterprise Server License: Коммерческая версия. Неограниченное количество пользовательских аккаунтов и конфигураций сборки; Включает в себя лицензию на 3 агента для сборки.
- Build Agent License: Коммерческая, позволяет добавить дополнительно ещё одного агента для сборки к уже имеющимся. Может использоваться совместно как с лицензией Professional Server License, так и с лицензией Enterprise Server License.
- Open Source License.